# Charles Mulder
Charles Mulder (n. 1 iulie 1897, Antwerpen, Flandra, Belgia – d. 7 mai 1953, Antwerpen, Flandra, Belgia) a fost un bober ce a reprezentat Belgia, medaliat olimpic. A participat la 2 ediții ale Jocurilor Olimpice (1924, 1928) în care a câștigat o medalie de bronz.